# Jean-Léon Gérôme
Jean-Léon Gérôme, född 11 maj 1824 i Vesoul, död 9 januari 1904 i Paris, var en fransk målare och skulptör.

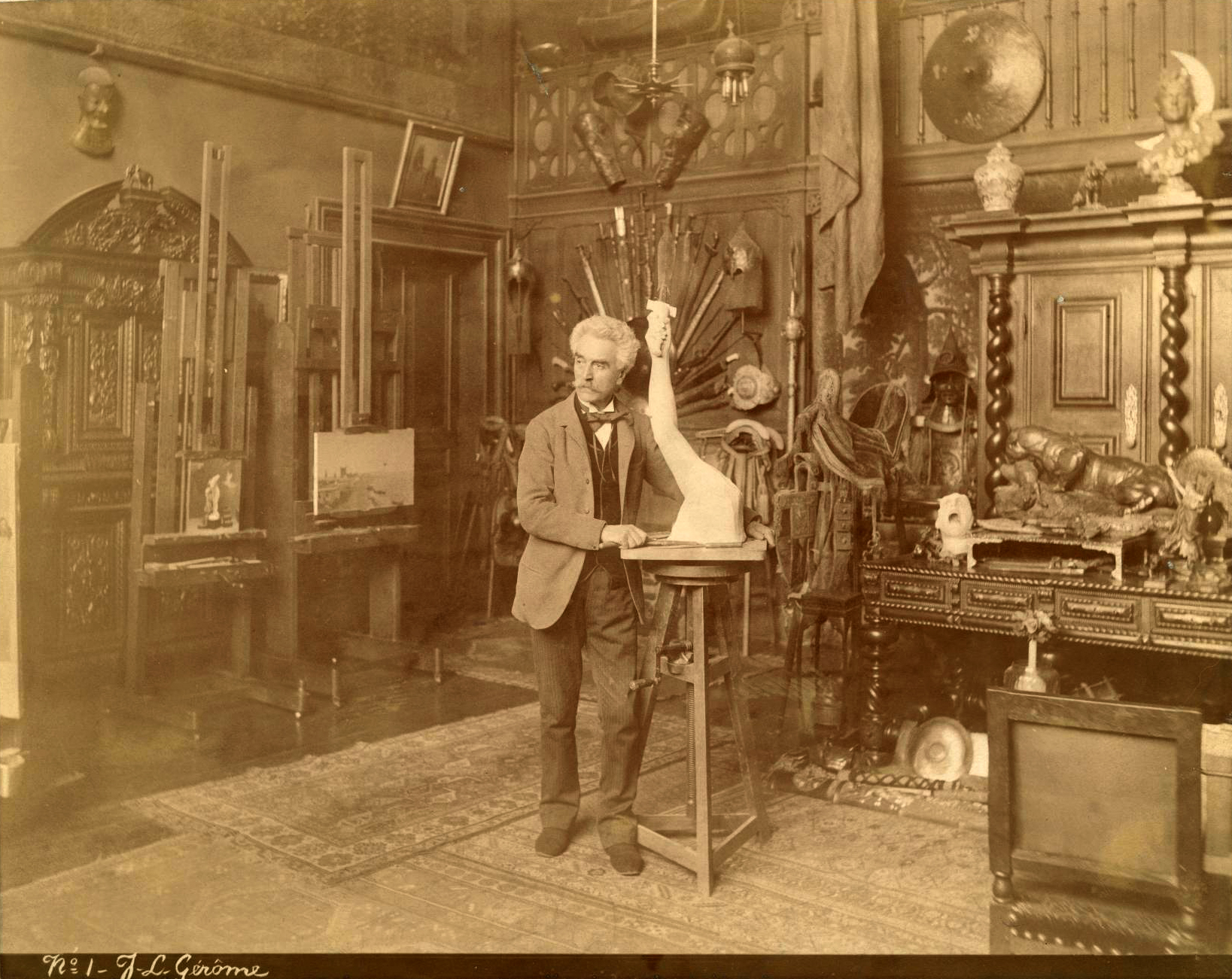
Jean-Léon Gérôme.

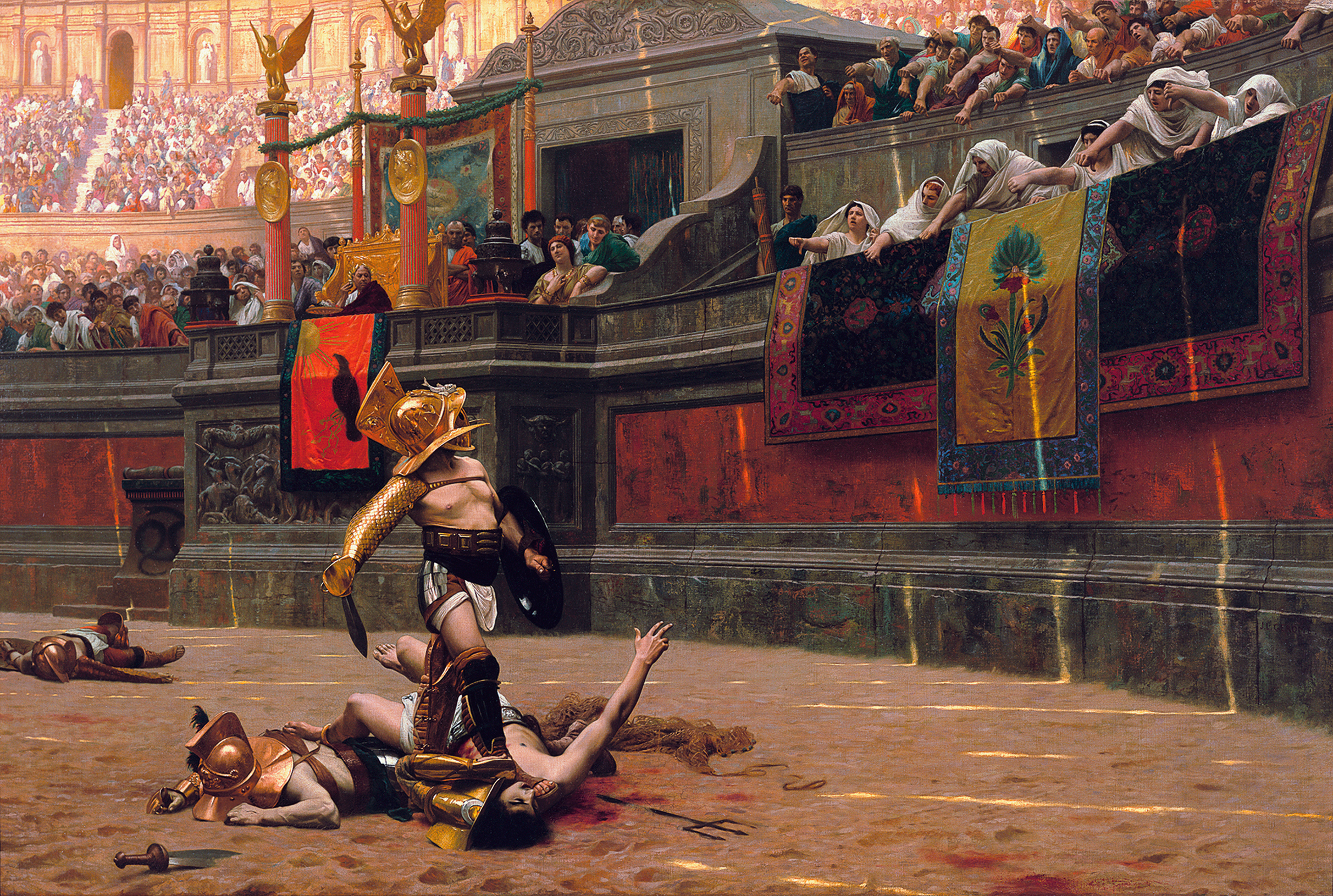
Pollice Verso av Jean-Léon Gérôme (1872)

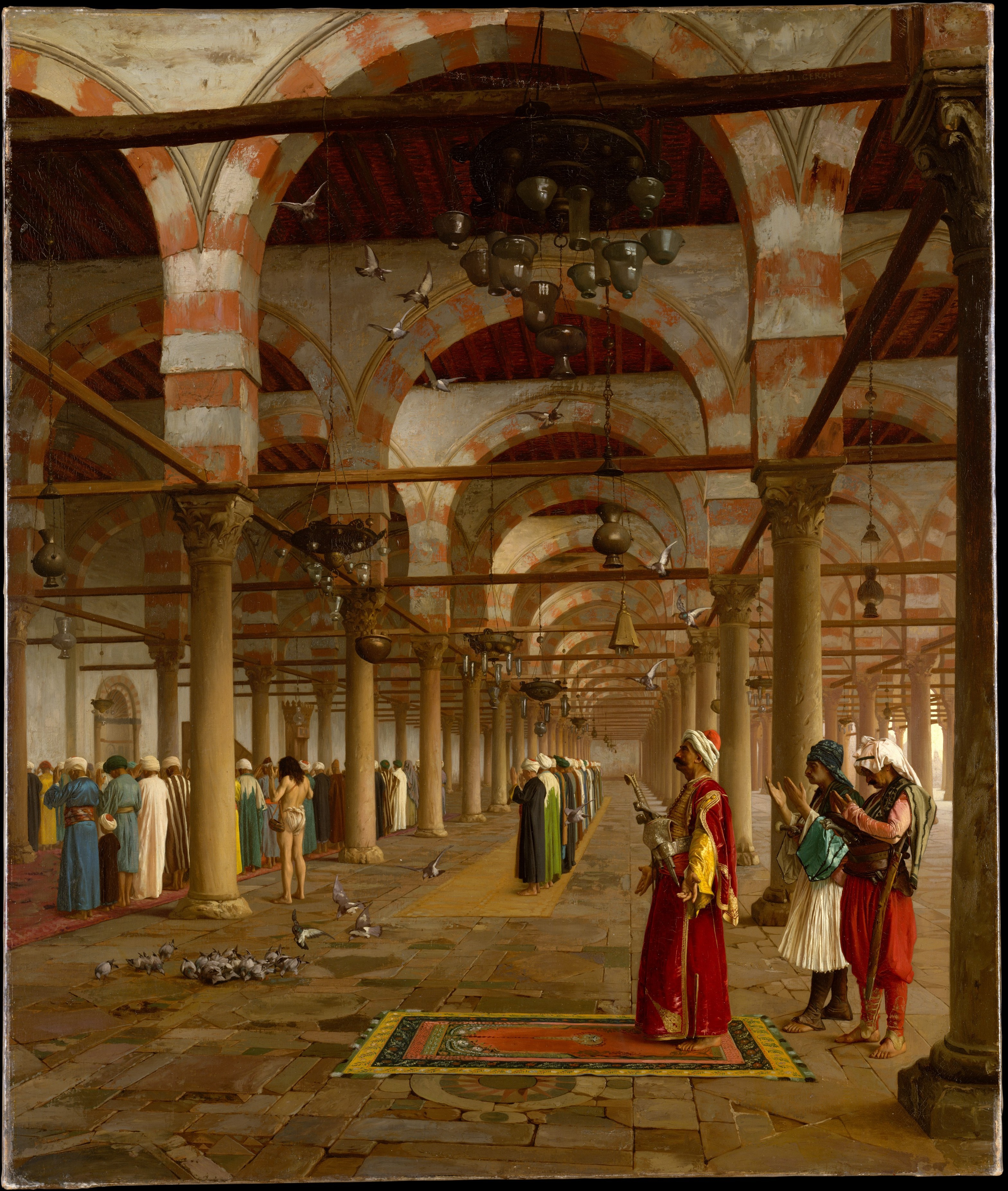
Bönestund i moskén (1871), Metropolitan Museum of Art.

Gérôme kom 1841 till Paris, där han fick inträde i Paul Delaroches ateljé. År 1844 följde han denne till Rom men återkom följande år till Paris och väckte 1847 mycket uppseende med Tuppfäktning, en genretavla ur antiken (Musée d'Orsay). Gérôme blev nu huvudmannen i en konstnärskrets, kallad "neogrekerna". Han målade motiv från antikens Grekland eller Romerska riket, allvarliga i studiet, säkra, men nyktra och kalla i formen. Bland dem är Kung Kandaules (1859), Fryne inför Areopagen (1861), Alkibiades hos Aspasia (samma år). Till hans, vad motivet beträffar, större tänkta bilder ur samma krets hör Augustus århundrade (1855), Pollice verso (1859), och Ave Caesar, morituri te salutant (1859), Caesars död (1867), Slavmarknad i antikens Rom (1884), Jerusalem (1868) med flera. Men jämte den antika genreframställningen odlade Gérôme även den etnografiska genren, främst orientalismen. Minnen från hans omfattande resor föreligger i en mängd arbeten, såsom Bönestund i moskén (1871), Fången, Svärdsdansen, Promenad i harem och andra, där Gérôme återgivit Orientens liv.
Slutligen målade Gérôme även en mängd scener av olika innehåll, "fantaisies", såsom en fransk konstkritiker kallar dem: Dantes Florens, Rembrandts ateljé, Ludvig XIV:s frukost med Moliére, Arkebuseringen av Marskalk Ney, Den grå eminensen, De siamesiska sändebudens mottagande av kejsar Napoleon III, Duell efter maskeradbalen, Bonaparte i Egypten med flera. 
Gérôme var verksam även som skulptör och gjorde lyckade experiment inom den polykroma skulpturen. Bland hans plastiska verk märks gruppen Anakreon, Bacchus och Amor (1878, ett exemplar i marmor i Glyptoteket i Köpenhamn), gladiatorgruppen Pollice verso (brons), kvinnostatyn Tanagra (marmor i färg), statyetten Bonaparte till häst och Sarah Bernhardt, polykrom byst. Hertigen av Aumales ryttarstaty i Chantilly är från 1899, Washington från 1901, marmorgruppen Bollspelerskor från 1902. 
Gérôme blev 1863 professor vid École des Beaux-Arts, var sedan 1865 ledamot av franska konstakademien och sedan 1873 av den svenska. 
Ridley Scott sade i en intervju 2000 att han inspirerades av målningen Pollice Verso till filmen ”Gladiator”. Tavlan är även den viktigaste källan för ”tummen ned”-gesten i populärkultur.

## Utmärkelser
- Storofficer av Hederslegionen
- Röda örns orden
- Riddare av Leopoldsorden[11]

[Redigera Wikidata]